# Clément Duhaime
Clément Duhaime, né le 22 septembre 1953 à Trois-Rivières, est un haut fonctionnaire québécois qui a œuvré pour différents organismes de la Francophonie. Il est délégué général du Québec à Paris de 2000 à 2005 et administrateur de l’Organisation internationale de la francophonie (OIF) de 2005 à 2015.

## Biographie
Il détient un certificat en philosophie et théologie de l'Institut catholique de Paris et un diplôme en psychologie de l'Université Paris Descartes. Il possède aussi un diplôme sur l'Afrique et l'Asie de l'Institut d'études politiques de Paris.
Il commence sa carrière en 1977 comme attaché de presse auprès du vice-Premier ministre et ministre de l'Éducation du Québec d'alors, Jacques-Yvan Morin. En 1980, il est chargé de mission pour la Conférence des ministres de l'Éducation nationale de la Francophonie à Dakar, au Sénégal.
De 1981 à 1984, il est directeur du cabinet de Jacques-Yvan Morin, lequel occupe différents ministères. Ensuite, jusqu'en 1987, il est adjoint au délégué aux Affaires francophones et multilatérales à la Délégation générale du Québec. En 1988, pour l'Agence intergouvernementale de la francophonie, il est conseiller spécial chargé de la préparation et du suivi des Sommets des chefs d'État et de gouvernement. Il occupe ce poste jusqu'en 1997.
En 1997, Boutros Boutros-Ghali le nomme représentant permanent et chef de mission diplomatique de l'Organisation internationale de la Francophonie auprès de l'Union européenne à Bruxelles. Deux ans plus tard, il occupe un autre poste à l'intérieur de l'OIF, conseiller spécial chargé de la politique de coopération et du budget.
En 2000, il devient délégué général du Québec à Paris. Il quitte son poste après sa nomination le 2 décembre 2005 comme administrateur de l'OIF par Abdou Diouf, secrétaire général de la Francophonie. Il exerce cette fonction du 1er janvier 2006 au 1er avril 2015, date à laquelle Adama Ouane lui succède.

## Distinctions
- Officier de l'ordre de Saint-Charles
- Chevalier de l'ordre des Arts et des Lettres

Le 28 mars 2000, il est fait chevalier de l'ordre de la Pléiade (ordre de la Francophonie et du dialogue des cultures). Le 11 mars 2003, il est fait commandeur de cet ordre. Le 20 février 2003, il reçoit le grade de chevalier dans l'ordre des Arts et des Lettres.
Le 18 juin 2008, il reçoit le titre d'officier de l'Ordre national du Québec. Il est également officier de l'ordre de Saint-Charles (Principauté de Monaco).